# Pico de l'Home
Pico de l'Home är en bergstopp i Spanien.   Den ligger i provinsen Província de Lleida och regionen Katalonien, i den nordöstra delen av landet, 500 km nordost om huvudstaden Madrid. Toppen på Pico de l'Home är 2 696 meter över havet, eller 163 meter över den omgivande terrängen. Bredden vid basen är 2,2 km.
Terrängen runt Pico de l'Home är bergig norrut, men söderut är den kuperad. Runt Pico de l'Home är det mycket glesbefolkat, med 5 invånare per kvadratkilometer. Närmaste större samhälle är Vielha, 14,9 km sydväst om Pico de l'Home. Trakten runt Pico de l'Home består i huvudsak av gräsmarker.